# Gergely Makkai
Gergely Makkai (n. 7 aprilie 1952, Târgu Mureș, România – d. 29 martie 2024, Săbed, Ceuașu de Câmpie, Mureș, România) a fost un deputat român în legislatura 2000-2004, ales în județul Mureș pe listele partidului UDMR.